# Alternátor

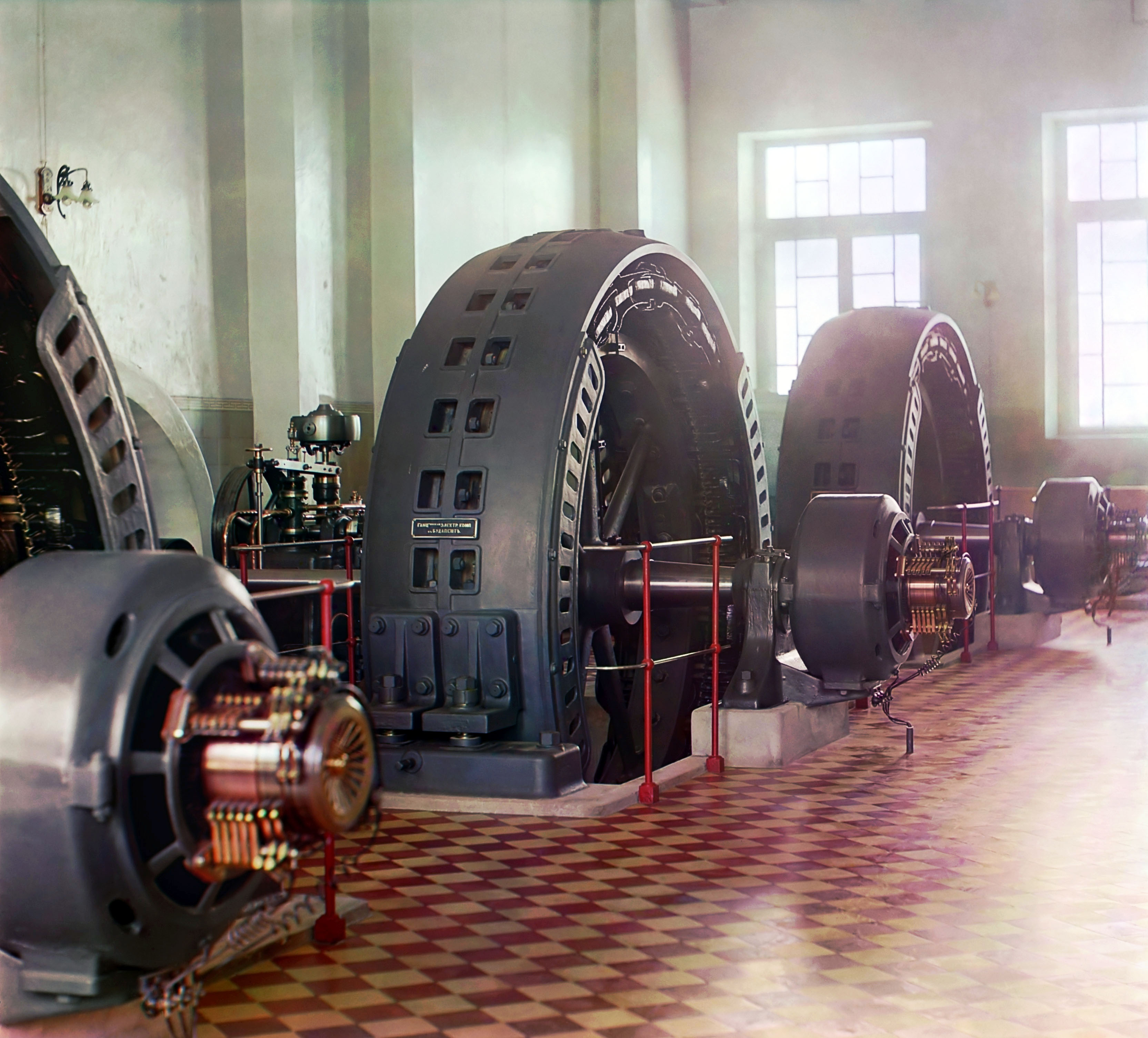
Alternátory v hydroelektrárně (autor Sergej Prokudin-Gorskij, 1911)

Schéma jednoduchého alternátoru

Alternátor je typ elektrického generátoru, synchronního stroje měnící točivou mechanickou energii na střídavý elektrický proud. Přeměňuje kinetickou energii (pohybovou energii) rotačního pohybu na energii elektrickou ve formě střídavého proudu a střídavého napětí, čímž se liší od dynama generující proud stejnosměrný. Výstupní střídavý proud (a odpovídající střídavé napětí) může být jednofázový nebo vícefázový (nejčastěji třífázový). Alternátor pracuje na principu elektromagnetické indukce – ve vodiči je indukováno napětí, pokud se vodič a magnetické pole vůči sobě pohybují.

## Konstrukce
Alternátory jsou typicky synchronní stroje. Dělí se podle typu rotoru na alternátory:
- s hladkým rotorem – turboalternátory – obvykle je hnacím strojem parní turbína (v elektrárně), počet pólů turboalternátorů bývá 2p=2 (p=1 jeden pólový pár), případně 2p=4 (p=2 dvě pólové dvojice). Synchronní otáčky (otáčky rotoru) lze vypočítat dle následujícího vztahu: {\displaystyle n={\frac {60f}{p}}}, kde n jsou synchronní otáčky v min−1, f je frekvence sítě v Hz a p je počet pól párů. Rychlost otáčení při 2p=2 vychází 3000 min−1, při frekvenci sítě 50 Hz. Rotorové vinutí turboalternátorů je uloženo v drážkách a rotorový svazek tak plní funkci pólu. Díky této konstrukci je rotor hladký. Rotory turbo alternátorů jsou vzhledem k vysokým otáčkám relativně malého průměru (kolem 1 m) aby nedošlo vlivem odstředivé síly působící na rotující vinutí k vytrhání z drážek. Rotory turbo alternátorů jsou dlouhé několik metrů.

- s vyniklými póly, pomaloběžné alternátory, označované jako hydroalternátory, jsou poháněny pomaluběžným strojem, často vodní turbínou. Zásadní rozdíl oproti turbo alternátorům jsou pólové nástavce, které jsou upevněny po obvodu rotoru. Počet pólů u strojů s vyniklými póly je mnohonásobně větší než u turbo alternátorů (např. 30). Otáčky rotoru tj. synchronní otáčky poté vychází nižší stovky ot/min a lze je spočítat dle stejného vztahu jako pro turba. Rotory hydroalternátorů jsou velkých průměrů (i 20 m), ale délky jen 1–2 m.

Spolu s hnacím strojem tvoří mechanicky spojené soustrojí. Hnací stroj a alternátor bývají na společné hřídeli.

## Funkce
Alternátory generují elektřinu stejným způsobem jako generátory stejnosměrného elektrického proudu, zejména když se mění magnetické pole kolem cívky. V cívce je pak indukován elektrický proud.
Zpravidla se otáčí otočný magnet – rotor uvnitř pevně umístěných vinutí na železných jádrech – stator. Pohybem rotoru způsobeným mechanickou energií (např. vodní parou pohánějící parní turbínu v elektrárně) je generován elektrický proud.
Rotující magnetické pole indukuje ve vinutí cívky střídavý elektrický proud. Často bývají ve statoru tři sady statorových vinutí, které jsou umístěny v odlišných polohách. Točící se magnetické pole generuje tři fáze elektrického proudu posunuté o jednu třetinu periody.
Magnetické pole rotoru může být vyvoláváno indukcí (v bezkartáčkových alternátorech), permanentními magnety nebo vinutím rotoru napájeného přímým proudem ze sběrných kroužků.

## Použití

### Elektrárny
Alternátory pracují v běžném provozu synchronně s frekvencí příslušné elektrorozvodné sítě.
Některé alternátory poskytují tzv. PpS – PR (podpůrné služby, PR = primární regulace), kdy řídí frekvence sítě a tím stabilizují jmenovitou frekvenci elektrorozvodné sítě: Frekvence sítě je řízena každým zdrojem, který právě poskytuje primární regulaci.
Na frekvenci sítě mají další vliv např. přečerpávací vodní elektrárny Dlouhé stráně nebo Dalešice. Všechny alternátory musí být do sítě přifázovány: jejich sepnutí (připojení do sítě) je prováděno při shodě (nulová hodnota) fázového posuvu a frekvence (na straně alternátoru je vždy dán otáčkami hnacího stroje), tedy za situace, kdy je trvale nulové rozdílové napětí.
Největší alternátory, kterými jsou vybaveny běžné elektrárny, jsou dnes prakticky jediným strojním zařízením vhodným pro velkovýrobu elektrické energie určené pro napájení veřejných elektrorozvodných sítí.

### Motorová vozidla
Co do počtu vyrobených kusů je nejvýznamnějším praktickým nasazením alternátoru automobilismus[zdroj?], kde slouží jako základní zdroj elektrické energie pro elektrickou síť motorových vozidel se spalovacím motorem. Alternátory v motorových vozidlech se dělí na dva typy. S rotorem s permanentními magnety a s rotorem buzeným stejnosměrným proudem. V obou případech vznikne požadované točivé magnetické pole, které indukuje ve statorovém vinutí střídavý elektrický proud. Výstupní proud (tedy i napětí) je sinusový, obvykle třífázový. Alternátor musí být doplněn (elektronickým) regulačním obvodem pro zajištění konstantního výstupního napětí při všech otáčkách motoru. Obvyklé napětí u osobních motorových vozidel je 14,2 V. U alternátoru s buzeným rotorem elektronika reguluje proud tekoucí do rotorového vinutí – maximální proud při minimálních otáčkách se snižuje při vzrůstu otáček. U alternátoru s rotujícím permanentními magnety bez regulace s rostoucími otáčkami napětí stále stoupá a může dosáhnout až 50 V. Regulace napětí probíhá na výstupu z alternátoru. Při dosažení požadované hodnoty výstupního napětí jsou výstupní usměrňovací diody zkratovány tyristory. Princip funkce je obdobný jako u tyristorové regulace výkonu. Alternátor je funkčně jednoduchý a robustní, bezkartáčový. Nevýhodou je silné zahřívání regulátoru napětí zkratovými proudy. Lze říct, že čím je odběr instalovaných elektrických zařízení ve vozidle menší, tím víc regulátor hřeje.

### Další použití
Alternátor je součástí mnoha dalších strojů a kvůli vyšší účinnosti a jednodušší konstrukci je používán i tam, kde před rozšířením polovodičových usměrňovačů kdysi sloužily dynama.

## Alternátory s hladkým rotorem
Jsou nejčastěji využívány k primární výrobě elektrické energie v tepelných a jaderných elektrárnách. Zde jsou vždy poháněny parní turbínou. Obvykle bývají dvoupólové, pracující při jmenovitých otáčkách 3000 ot/min., která vyplývá ze synchronního provozu stroje při jmenovité frekvenci elektrorozvodné sítě 50 Hz platných pro celou Evropu (50 hertz * 60 sekund = 3000 otáček za minutu). Při průměru rotoru 1 metr činí obvodová rychlost rotoru alternátoru 157 m/s (565 km/h), na rotor stroje tak působí obrovské odstředivé síly. Z tohoto faktu také vyplývá konstrukční omezení rozměrů stroje – malý průměr rotoru (přibližně do 1,1 m) a velká délka (i přes 5 m). Turboalternátory velkých výkonů (>200 MW) už nelze chladit vzduchem, proto je používáno intenzivní chlazení vodíkem nebo kombinace voda-vodík, které protékají dutými vodiči elektrického vinutí stroje. Největší používané turboalternátory mohou být konstruovány na maximální výkon přes 1500 MVA.
Alternátor bývá doplněn budičem (přes pevnou spojku bývá spojen s rotorem alternátoru), který stejnosměrným proudem nabudí rotor, tzn. že se z rotoru stává elektromagnet. Buzením se před i po přifázování turbogenerátoru mění velikost napětí na alternátoru.

## Alternátory s vyniklými póly rotoru

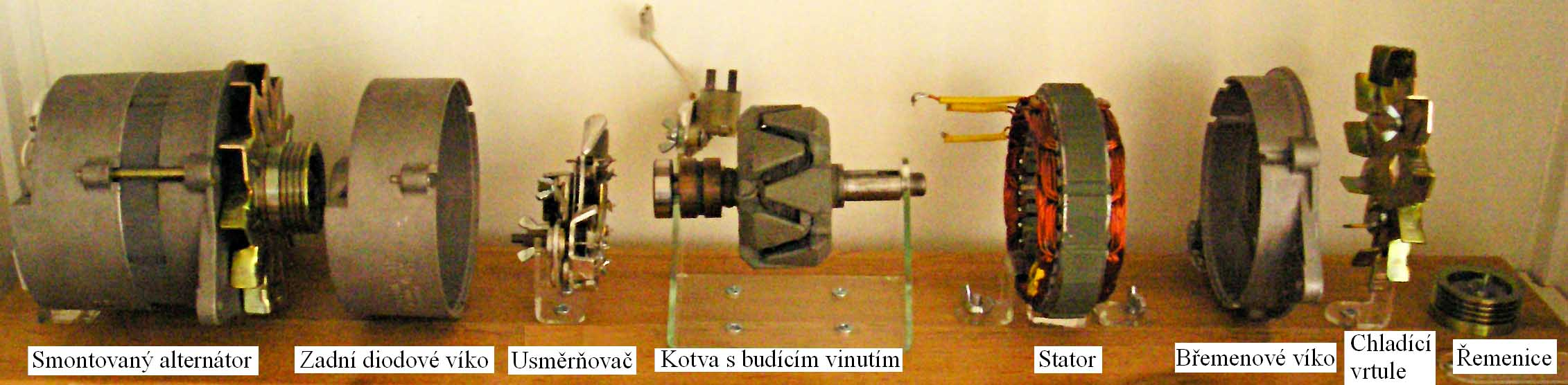
Rozebraný alternátor Škody Felicia

Mají široké využití, od malých alternátorů v osobních automobilech a na jízdních kolech až po velmi výkonné alternátory ve vodních a větrných elektrárnách. Jsou vícepólové (4,6,8,12 až např. 88), pracují s menšími otáčkami (řádově stovky, některé jen desítky otáček za minutu). Mohou mít velký průměr (až 15 m) a menší délku. Převážně jsou chlazené vzduchem. Mezní výkony hydroalternátorů ve vodních elektrárnách se pohybují okolo 800 MVA.